# Forcipomyia nigrescens
Forcipomyia nigrescens är en tvåvingeart som beskrevs av John William Scott Macfie 1939. Forcipomyia nigrescens ingår i släktet Forcipomyia och familjen svidknott. Inga underarter finns listade i Catalogue of Life.